# Projekt Highwater

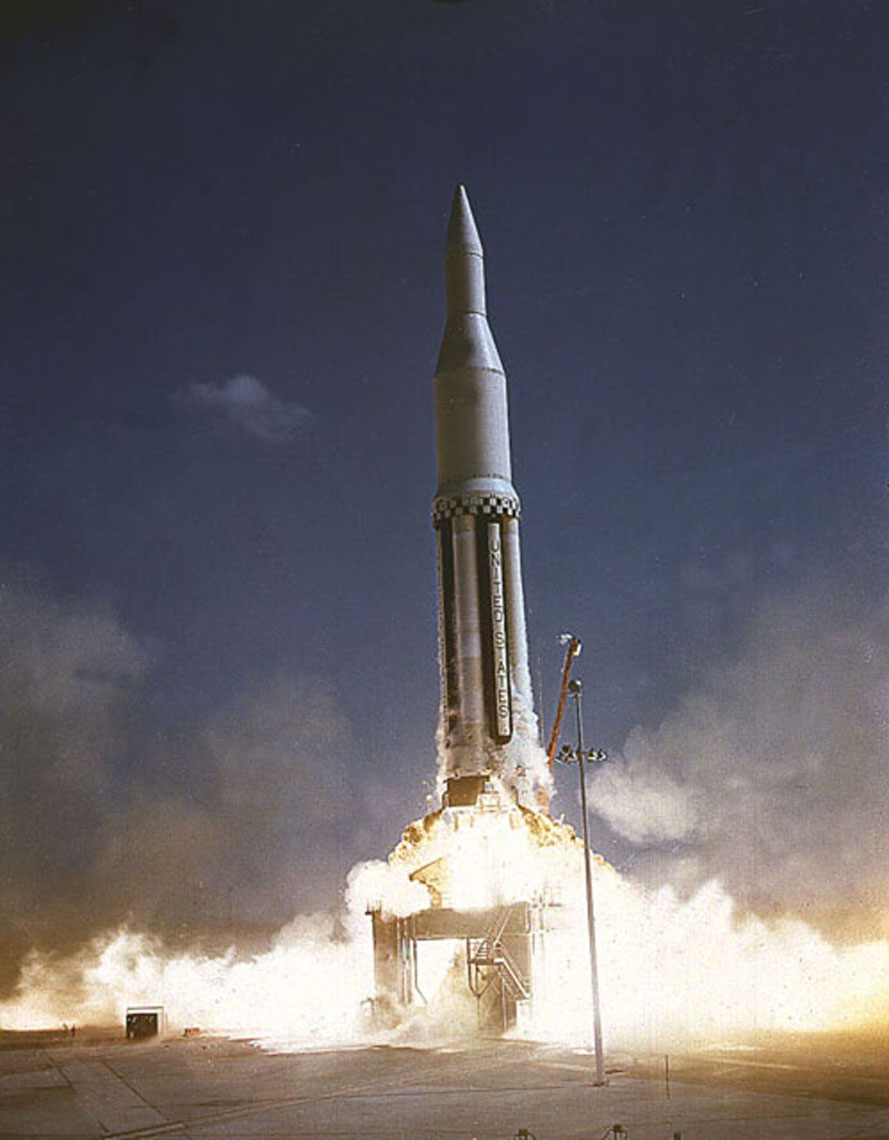
Start mise SA-2 / Highwater 1

Projekt Highwater byl vědecký experiment zabývající se následky vypuštění velkého množství kapaliny do svrchních vrstev atmosféry. Experimenty byly součástí testovacího programu nové rakety NASA, Saturn I. 
Hlavním účelem celého projektu bylo zjistit, co se stane, pokud některá z raket Saturn exploduje nebo bude dálkově odpálena. Při tomto scénáři by bylo do ionosféry uvolněno velké množství kapalného paliva a okysličovadla. Proto měly tyto experimenty zjistit dopad na radiovou komunikaci, místní počasí a průběh difuze kapaliny v ionosféře.
Při suborbitálních testech rakety Saturn I byl funkční pouze první stupeň a druhý stupeň zde simulovala maketa naplněná vodou. Voda zde byla kvůli simulaci zatížení během startu. Von Braun označil projekt Highwater jako „bonusový projekt“ , protože stačilo připevnit dálkově odpalované nálože k nádrži s vodou a ve vhodnou chvíli je odpálit. K tomu mělo dojít po odstavení motorů prvního stupně, tzn. ve výšce přes sto kilometrů. Celkový náklad vody byl přibližně 109 000 litrů.
Experimenty byly provedeny v dubnu a listopadu 1962, během dvou suborbitálních testovacích letů Saturnu I. První mise byla SA-2 , která dosáhla výšky 105 kilometrů a druhá SA-3 , která dosáhla 166 kilometrů. Po odpálení nádrží se celý objem vody rozptýlil v ionosféře a podle hlášení pozemního personálu se během několika sekund zformovaly ledové mraky o rozměrech několika kilometrů. Ty měly podobný vliv na radiovou komunikaci jako mají blesky.